# Луга (река)
Луга (рус. Луга; фин. Laukaanjoki) река је на северозападу европског дела Руске Федерације. Протиче преко територија Новгородске и Лењинградске области и улива се у Фински залив Балтичког мора код насеља Уст Луга.
Река луга свој ток започиње на северу Новгородске области, у мочварном подручју Тјосовских мочвара, а у Фински залив се улива у виду два рукавца (северни рукавац се назива Вибја). Укупна дужина водотока је 353 km, површина сливног подручја 13.200 km², док је просечан проток на око 60 km узводно од ушћа око 93 m³/s.
Река је под ледом од почетка децембра до почетка априла.
На њеним обалама леже градови Луга и Кингисеп.